# Złotoria (gmina)
Złotoria – dawna gmina wiejska istniejąca w latach 1940–1954 w woj. pomorskim/bydgoskim (dzisiejsze woj. kujawsko-pomorskie). Siedzibą władz gminy była Złotoria.
Gmina Złotoria – pod nazwą Amtsbezirk Zlotterie została utworzona 26 października 1940 przez hitlerowców z położonej na południe od Drwęcy części zniesionej przedwojennej gminy Bielawy (Grabowitz, Kaschorek, Kompanie, Neudorf, Schillno i Zlotterie); z północnej części gminy Bielawy (oraz z południowego pasma przedwojennej gminy Turzno) utworzono natomiast gminę Lubicz). 25 czerwca 1942 gminę przemianowano na Amtsbezirk Zollburg.
Po wojnie, mimo polityki obalania podziałów administracyjnych wprowadzonych przez okupanta, gminę Złotoria – jako jedną z nielicznych tworów hitlerowskich – zachowano. Należała do powiatu toruńskiego w woj. pomorskim. 6 lipca 1950 roku zmieniono nazwę woj. pomorskiego na bydgoskie. W dniu 1 lipca 1952 roku gmina była podzielona na 7 gromad: Grabowiec, Kaszczorek, Kopanino, Nowawieś, Silno i Złotoria.
Gminę zniesiono 29 września 1954 roku wraz z reformą wprowadzającą gromady w miejsce gmin.
Gminy Złotoria nie przywrócono 1 stycznia 1973 roku po reaktywowaniu gmin, natomiast utworzono gminę Lubicz z obszarów dawnych gmin Złotoria i Grębocin (czyli obszar przedwojennej gminy Bielawy).
Zobacz też: gmina Złotoryja